# Itzlinger Au

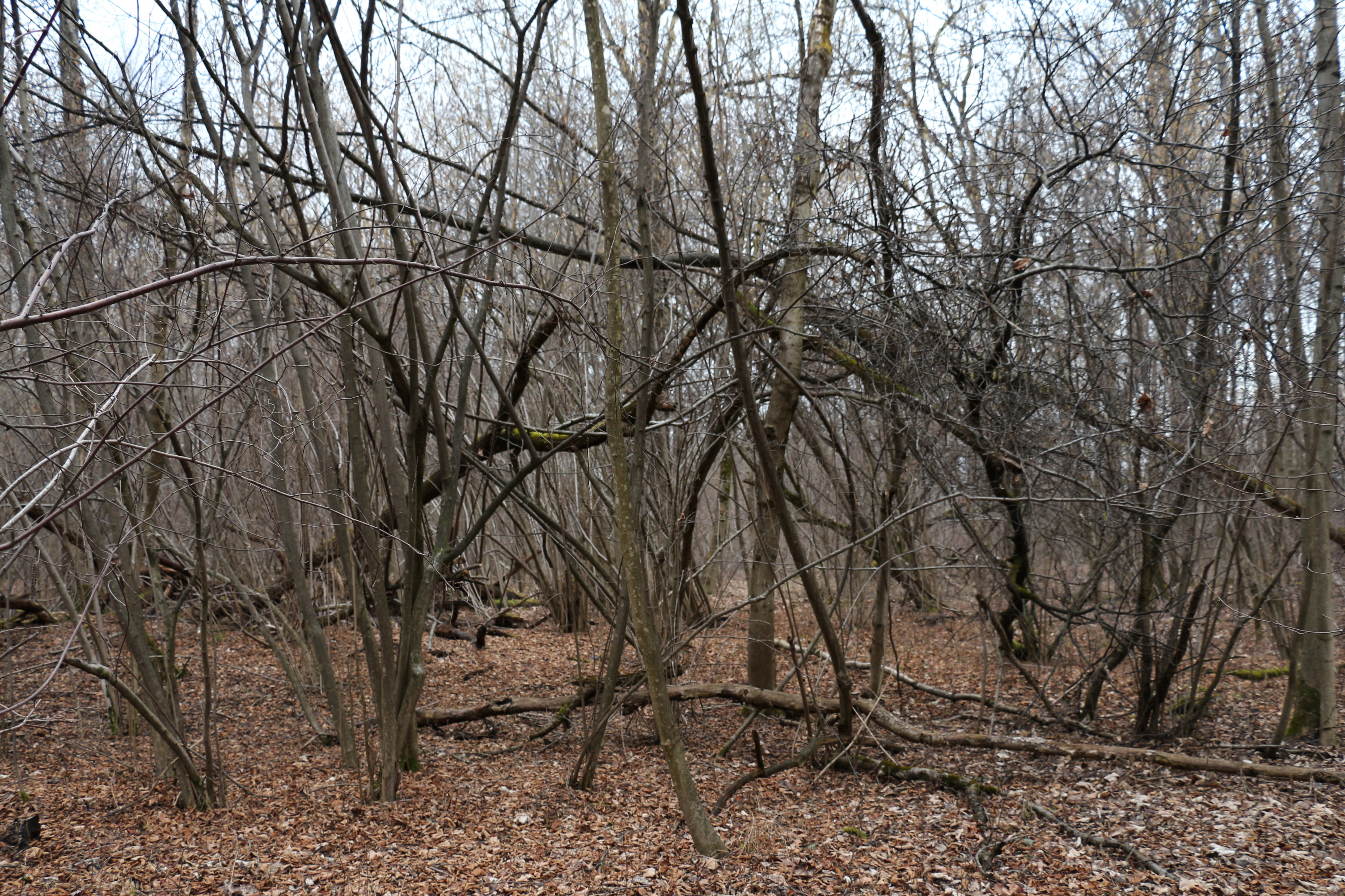
Itzlinger Au im Februar

Die Itzlinger Au, gelegentlich auch Lieferinger Au, ist ein kleines Auwaldgebiet am linken Ufer der Salzach im Norden der Stadt Salzburg. Sie befindet sich um den Mündungsbereich des Glankanals, dem Glanspitz, und ist als Geschützter Landschaftsteil ausgewiesen.

## Lage und Geschichte
Die Itzlinger Au ist der 12,5 ha große erhaltene Rest eines einst mächtigen Auwaldgürtels in der Katastralgemeinde Itzling. Das links der Salzach liegende Gebiet gehört aber nicht zu dem heutigen gleichnamigen Stadtteil rechts der Salzach, sondern befindet sich nördlich und südlich der Einmündung des Glankanals in die Salzach. Der nördliche Teil der Itzlinger Au gehört zu Liefering und erstreckt sich vom Messezentrum und der Salzburgarena bis zur Salzach. Im Norden wird die Itzlinger Au begrenzt durch die Trasse der Westautobahn (A1). Der südlich des Glankanals gelegene Anteil des Geschützten Landschaftsteils Itzlinger Au gehört zum Stadtteil Lehen, nimmt rund die Hälfte des dortigen Naherholungsgebiets Glanspitz ein und erstreckt sich salzachseitig nördlich wie südlich etwas über den Bereich zwischen Traklsteg und Kraftwerk Lehen hinaus.
Der südlichste Teil des ehemaligen langen Auwaldgürtels hieß einst Lehenau (noch im Stadtteil Lehen liegend), an den sich erst die Itzlinger Au, hierauf die Lieferinger Au und die Bonau (etwa auf Höhe der heutigen Salzachseen), anschließend die Bergheimer Au sowie die Herrenau und zuletzt die Totenkopfau im Bereich der Saalachmündung (Landschaftsschutzgebiet Salzachsee-Saalachspitz) anschlossen. Aufgrund ihrer Lage im Stadtteil Liefering wird die Itzlinger Au heute auch als Lieferinger Au bezeichnet, ist aber mit dem früheren Augebiet dieses Namens nicht identisch. An die frühere Bonau erinnern heute noch der Obere und der Untere Bonauweg in Liefering, die Herrenau existiert noch namentlich in der Bezeichnung für einen an der Saalach liegenden Siedlungssplitter südlich des Saalachspitzes.

## Natur und Unterschutzstellung

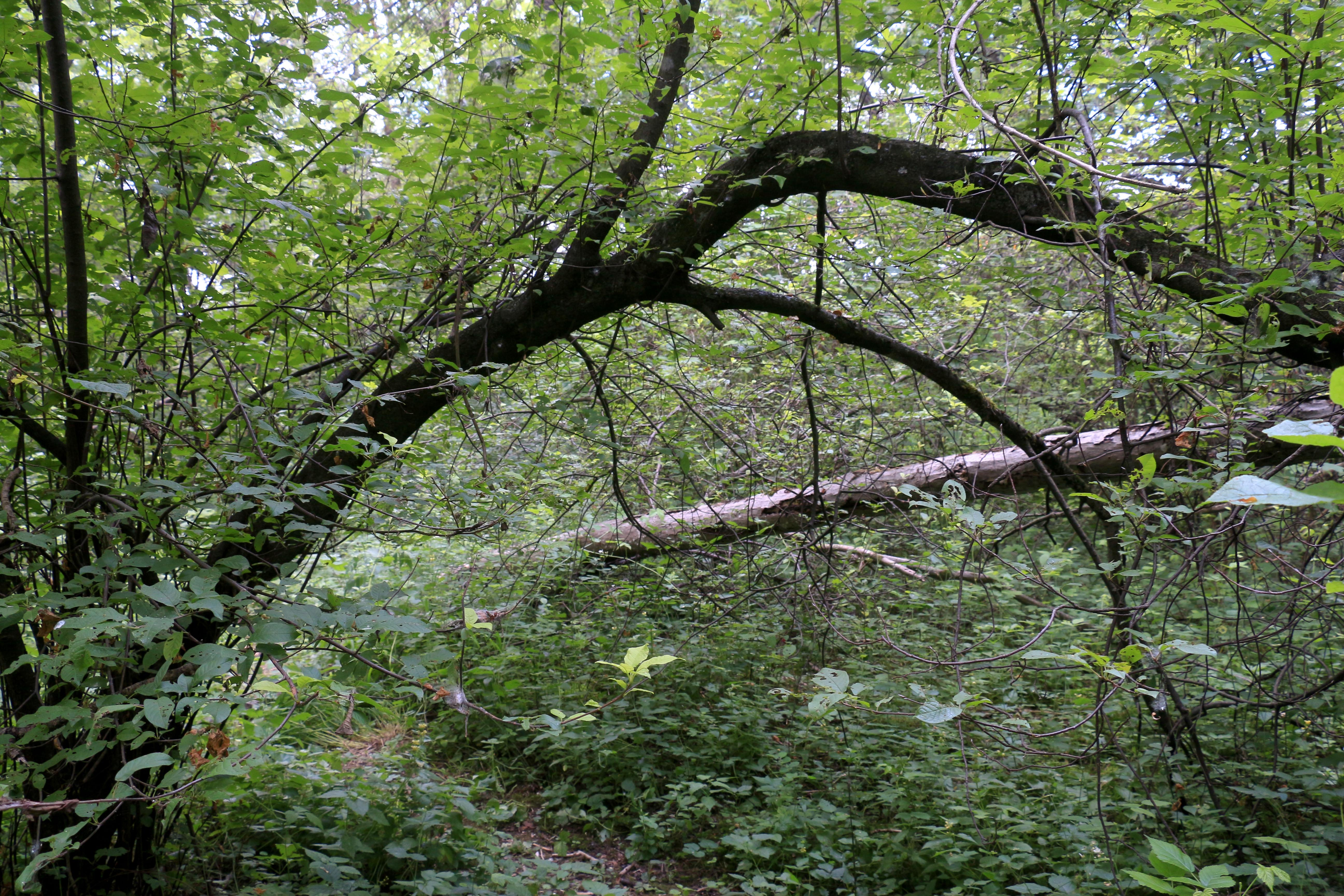
Itzlinger Au im Juni

Die Itzlinger Au wurde 1998 mit der Nummer GLT00108 unter Schutz gestellt. Als Gründe gelten die üppige Vegetation mit hohem Artenreichtum sowie der hohe Anteil an Alt- und Totholz. Zudem gibt es einen Bestand an selten gewordenen Schwarzpappeln.
Im Waldgebiet finden sich Bruthöhlen von Buntspecht, Kleiber, Sumpfmeise und etlichen anderen Vogelarten. Außerdem ist ein seltener holzbewohnender Käfer, der gemäß FFH-Richtlinie der EU geschützt ist, der Scharlachkäfer (Cucujus cinnaberinus), anzutreffen.
Die Schutzwürdigkeit wird hinsichtlich der Landschaftsästhetik und des Erholungswerts für den Menschen als sehr hoch eingeschätzt sowie als hoch bezüglich der Ökologie und des Artenschutzes. Für das Schutzgebiet sind sechs verschiedene Biotoptypen kategorisiert.

## Erschließung
Erreichbar ist das gesamte Gebiet auf dem Treppelweg entlang der Salzach und den Fahrwegen entlang des Glankanals. Das nördliche Waldgebiet ist an der Ostseite vom Treppelweg an mehreren Stellen sowie an der Westseite an einer Stelle nördlich der Salzburgarena zugänglich, den Wald durchziehen einige Fußwege. Im Teil südlich der Glanmündung gibt es innerhalb des Schutzbereichs keine gekennzeichneten Wege.

## Glanspitz

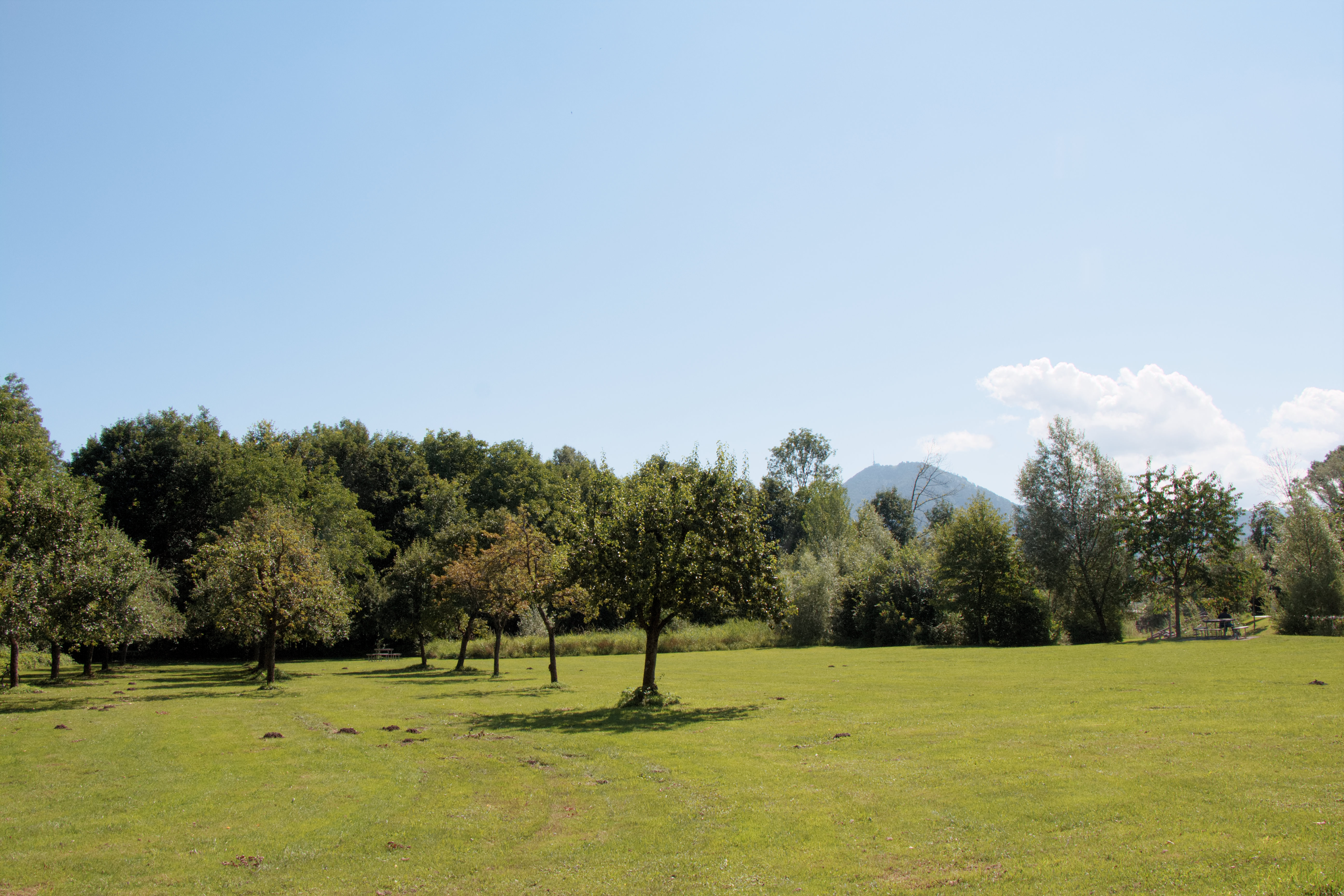
Im Naherholungsgebiet Glanspitz mit Baumbestand der Itzlinger Au

Als Glanspitz wird das spitz zulaufende Landstück bezeichnet, das von der Salzach und der Mündung des Glankanals begrenzt wird. Der Mündungsbereich des in den 1930er Jahren künstlich angelegten Entlastungsgerinnes wurde 2013 im Zuge der Errichtung des Kraftwerks Lehen neu gestaltet. Dabei hat man das Gelände zu einem zeitgemäßen Naherholungsbereich gemacht. Der umgrenzende Baumbestand sowie die Glanmündung sind nach wie vor Teil der Itzlinger Au.
Beim Glanspitz befinden sich neben dem Erholungsbereich als Freizeiteinrichtungen ein Kinderspielplatz mit Slackline, ein Fußball- und ein Tischtennisplatz sowie öffentliche Toiletten. Im Parkbereich ist eine Tafel des Lieferinger Kulturwanderwegs mit Erläuterungen zum hier durchfließenden Pfenningerbach aufgestellt. Bei diesem handelt es sich um einen beim Kraftwerksbau notwendig gewordenen und neu angelegten Bachlauf, der den Staubereich des Kraftwerks mit der Glanmündung verbindet. Da das Gewässer besonders auch für die Fischwanderung und den Fischbestand der Salzach von Bedeutung ist, benannte man den Wasserlauf nach Peter Pfenninger, dem letzten Berufsfischer von Liefering.